# Walter Bitterlich
Walter Bitterlich, né le 19 février 1908 et mort le 9 février 2008, est un forestier de renommée mondiale. Il est particulièrement connu pour avoir inventé le relascope, qui permet de mesurer la surface terrière d'une parcelle en forêt. 

## Le relascope
L'outil est constitué d'une plaque carrée d'environ 5 cm de côté. L'un des côtés présente une encoche d'exactement 10 mm de largeur sur environ 15 mm de hauteur ; le côté opposé présente un trou où passe le dernier maillon d'une chaîne de 50 cm exactement dont le dernier maillon plus grand laisse le passage d'un doigt de l'opérateur.
D'un doigt l'opérateur tient le gros maillon de la chaîne sous son œil, de l'autre main il tient la plaque verticalement devant lui, en tendant la chaîne horizontalement.
Faisant un tour complet l'opérateur compte le nombre d'arbres qui obturent complètement l'encoche. Deux évidements semi-circulaires sur les côtés de l'encoche permettent de mieux déterminer si l'arbre obture ou non les 10 mm de l'encoche.
Le nombre d'arbres obturant l'encoche sur un tour complet donne la surface terrière en m2/ha autour de la situation de l'opérateur.
On peut se dispenser de la chaîne en opérant le bras tendu, avec un relascope dont la largeur de l'encoche, au lieu de 10 mm est en proportion de la longueur du bras relativement à 50 cm. Par exemple, mon bras tendu mesurant 65 cm, l'encoche de mon relascope mesure exactement 13 mm.